# Jordanstraße 7 (Magdeburg)

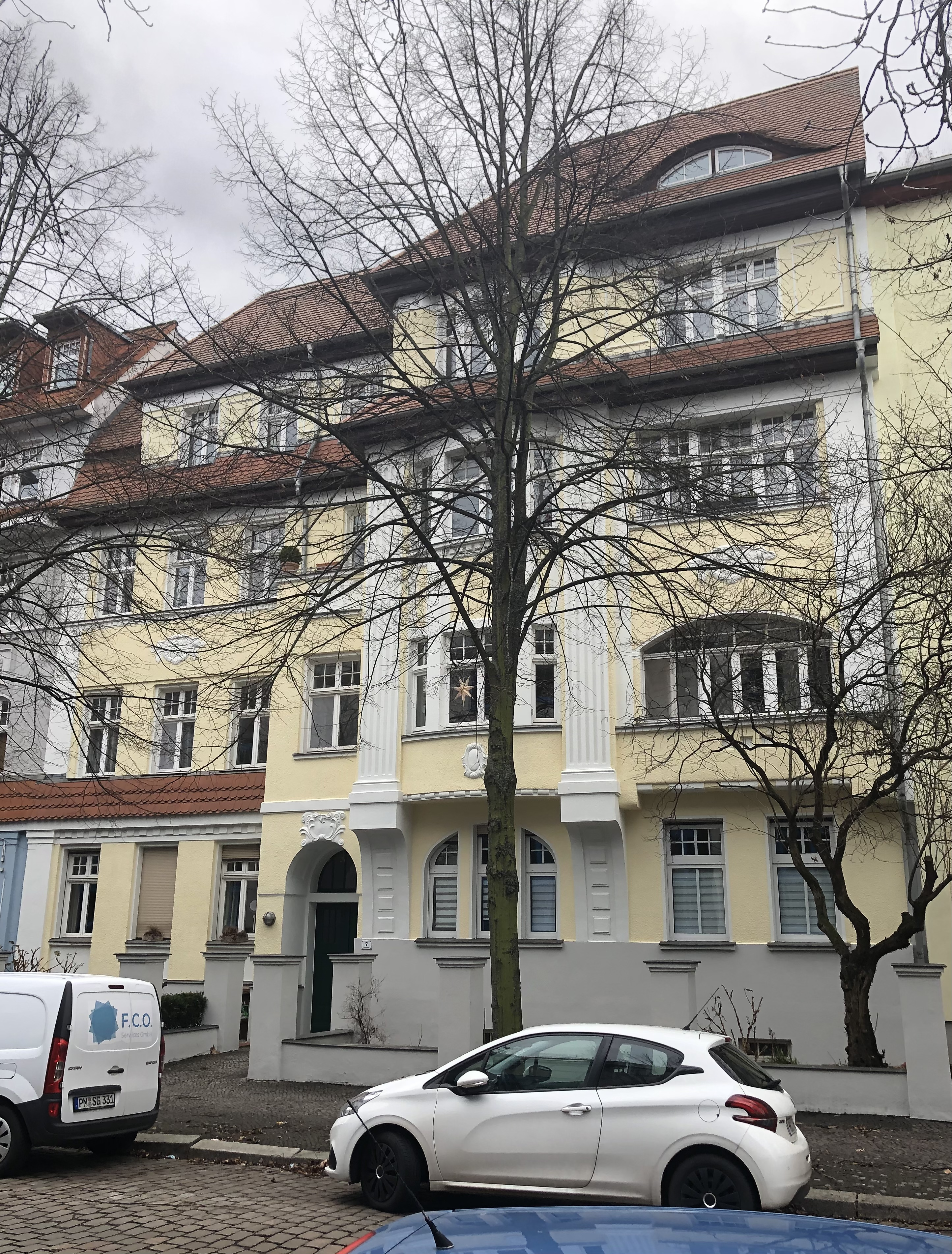
Haus Jordanstraße 7 im Jahr 2022

Jordanstraße 7 ist ein denkmalgeschütztes Wohnhaus im Magdeburger Stadtteil Sudenburg in Sachsen-Anhalt.

## Lage
Das Gebäude befindet sich in der Siedlung Schneidersgarten auf der Westseite der Jordanstraße. Südlich grenzt das gleichfalls denkmalgeschützte Haus Jordanstraße 5, Schneidersgarten 2 an.

## Architektur und Geschichte
Der dreigeschossige verputzte Bau entstand im Jahr 1912 durch den Architekten Conrad Raufer für den Bauunternehmer Gustav Zierau, der zuvor auch das Nachbarhaus Jordanstraße 5 hatte erbauen lassen. Der Bauantrag für die Nummer 7 wurde am 25. März 1912, nach Fertigstellung der Nummer 5 gestellt. Das repräsentative Gebäude ist im Stil eines barockisierenden Jugendstils gestaltet. Die Fassade präsentiert sich asymmetrisch. Beherrschend ist ein auf der rechten Seite vor den beiden oberen Geschossen angeordneter, konvex geschwungener Erker. Er wird von Kolossalpilastern flankiert. Als Schmuck finden sich für die Bauzeit typische zierende Elemente. Darüber hinaus besteht Rauputz. Das Dachgeschoss wurde ausgebaut. Bedeckt ist das Haus von einer markanten Kombination aus Walm- und Satteldach.
Im Inneren waren die Räume achsensymmetrisch angelegt, jede Wohnung hatte vier Zimmer, eine Mädchenkammer, Küche, Toilette und Bad. Die zwei jeweils zur Straße hin ausgerichteten Zimmer hatten eine Grundfläche von 5,4 mal 4,2 Meter. Eine Sanierung des Hauses erfolgte in der Zeit vor 1995.
Im örtlichen Denkmalverzeichnis ist das Wohnhaus unter der Erfassungsnummer 094 82067 als Baudenkmal verzeichnet.
Das Gebäude gilt als straßenbildprägend und Beispiel der Wohnarchitektur aus der Zeit vor dem Ersten Weltkrieg.